# Cronologia da filosofia
|  |  |  |  |
|  |  |  |  |
|  |  |  |  |

Cronologia da filosofia:
| Data             | Descrição | Contexto histórico                                                                           |
| ---------------- | --- | -------------------------------------------------------------------------------------------- |
| c. 585           | início da filosofia ocidental com Tales de Mileto |                                                                                              |
| fim do séc. VI   | morte de Pitágoras |                                                                                              |
| séc. V           | Leucipo, fundador do atomismo |                                                                                              |
| c. 460           | nascimento de Demócrito |                                                                                              |
| 450              | nasce Diotima de Mantinea |                                                                                              |
| c. 445           | nasce Antístenes, fundador do cinismo |                                                                                              |
| 435              | nasce Aristipo de Cirene |                                                                                              |
| c. 412           | nasce Diógenes de Sínope, discípulo de Antístenes |                                                                                              |
| c. 410           | morre Protágoras, que afirmou: "O homem é a medida de todas as coisas, das coisas que são, enquanto são, das coisas que não são, enquanto não são." |                                                                                              |
| 399              | Sócrates condenado à morte em Atenas |                                                                                              |
| 387              | Platão funda a Academia em Atenas |                                                                                              |
| c. 360           | nasce Pirro de Élis, fundador do pirronismo |                                                                                              |
| 335              | Aristóteles funda o Liceu em Atenas | 335-323: guerras de Alexandre Magno                                                          |
| 306              | Epicuro funda o Jardim |                                                                                              |
| 301              | Zenão de Cítio funda o estoicismo |                                                                                              |
| séc. III         | Aristarco de Samos deduz que a Terra gira em torno do Sol |                                                                                              |
| séc. III         | Sexto Empírico, autor de Hipotiposes pirrônicas |                                                                                              |
| séc. I           | Andrônico de Rodes organiza os escritos de Aristóteles e de Teofrasto | 27 AC: Augusto funda o Império Romano; 1: nascimento de um suposto Jesus                     |
| séc. I           | De rerum natura, de Lucrécio | 27 AC: Augusto funda o Império Romano; 1: nascimento de um suposto Jesus                     |
| séc. I DC e seg. | filosofia gnóstica |                                                                                              |
| séc. III         | Vidas e doutrinas dos filósofos ilustres, de Diógenes Laércio |                                                                                              |
| c. 254           | morte de Orígenes |                                                                                              |
| 270              | morte de Plotino | 324: Constantino unifica o Império Romano                                                    |
| c. 400           | Agostinho de Hipona escreve Confissões |                                                                                              |
| c. 415           | Hipátia é assassinada por cristãos em Alexandria | 476: fim do Império Romano no ocidente                                                       |
| 529              | fechamento da Academia de Platão por ordem de Justiniano | Maomé (c. 570) e início da expansão islâmica                                                 |
| c. 873           | morte de Alquindi, primeiro filósofo muçulmano |                                                                                              |
| 1037             | morte de Avicena |                                                                                              |
| c. 1121          | Sic et non de Pedro Abelardo |                                                                                              |
| séc. XIII-XVI    | Irmãos e Irmãs do Livre Espírito |                                                                                              |
| 1265             | Tomás de Aquino começa a escrever a Suma teológica |                                                                                              |
| séc. XIV e seg.  | Lorenzo Valla (De voluptate, 1431), Marsílio Ficino | Gutenberg desenvolve a imprensa de tipos móveis; 1453: tomada de Constantinopla pelos turcos |
| séc. XIV e seg.  | Pietro Pomponazzi, Erasmo de Rotterdam (Elogio da loucura, 1509/11) | 1492: Cristóvão Colombo chega à América                                                      |
| 1513             | Maquiavel escreve O Príncipe (publicado em 1532) |                                                                                              |
| 1543             | Copérnico publica Sobre as revoluções dos orbes celestes, com um modelo matemático no qual a Terra gira em torno do Sol |                                                                                              |
| 1588             | nasce François de La Mothe Le Vayer |                                                                                              |
| 1592             | nascimento de Pierre Gassendi; morte de Montaigne |                                                                                              |
| 1600             | condenação à morte na fogueira de Giordano Bruno, pela Inquisição |                                                                                              |
| 1601             | De la sagesse, de Pierre Charron |                                                                                              |
| 1609/19          | leis de movimentos dos planetas por Johannes Kepler |                                                                                              |
| 1620             | Novum organum, de Francis Bacon |                                                                                              |
| 1633             | Galileu Galilei, após a publicação de Diálogo sobre os dois principais sistemas do mundo (1632), é forçado pela Igreja católica a abjurar a teoria heliocêntrica |                                                                                              |
| 1636             | Cristóvão Ferreira escreve A decepção revelada |                                                                                              |
| 1641             | Descartes publica as Meditações metafísicas |                                                                                              |
| 1651             | Leviatã de Thomas Hobbes |                                                                                              |
| 1657             | L’Autre Monde de Cyrano de Bergerac |                                                                                              |
| 1677             | publicação póstuma da Ética de Espinoza |                                                                                              |
| 1687             | Isaac Newton publica os Principia; leis da gravidade |                                                                                              |
| 1689             | Locke publica o Ensaio sobre o entendimento humano; empirismo |                                                                                              |
| 1710             | Berkeley publica os Tratado sobre os princípios do conhecimento humano, levando o empirismo a novos extremos |                                                                                              |
| 1716             | nascimento de Helvétius; morte de Leibniz |                                                                                              |
| 1725             | primeira edição de Scienza nuova de Giambattista Vico |                                                                                              |
| 1729             | Jean Meslier, primeiro filósofo ateu, termina seu Testamento, por meio do qual denuncia a opressão e as injustiças cometidas contra os camponeses pelos governos e demonstra a "falsidade e vanidade de todas as divindades e de todas as religiões do mundo" (só foi publicado integralmente em 1864) |                                                                                              |
| 1738             | Maria Gaetana Agnesi escreve em latim a obra Propositiones philosophicae (Proposições filosóficas) |                                                                                              |
| 1739-40          | Hume publica o Tratado da natureza humana, conduzindo o empirismo a seus limites lógicos |                                                                                              |
| 1748             | L'Homme machine (O homem-máquina) de La Mettrie |                                                                                              |
| 1758             | Helvétius publica De l'esprit |                                                                                              |
| 1762             | Rousseau publica do Do contrato social |                                                                                              |
| 1770             | Sistema da natureza do Barão d'Holbach |                                                                                              |
| 1773             | publicação póstuma de De l’homme de Helvétius |                                                                                              |
| 1779             | são publicados postumamente os Diálogos sobre a religião natural de Hume |                                                                                              |
| 1781             | Kant, despertado de seu "sono dogmático" por Hume, publica a Crítica da razão pura. Início da grande era do idealismo alemão |                                                                                              |
| 1789             | morre o Barão d'Holbach | início da Revolução Francesa                                                                 |
| 1807             | Hegel publica a Fenomenologia do espírito: apogeu do idealismo alemão |                                                                                              |
| 1809             | nasce Pierre-Joseph Proudhon, filósofo anarquista |                                                                                              |
| 1818             | Schopenhauer publica O mundo como vontade e representação |                                                                                              |
| 1841             | publicação de A essência do cristianismo, de Ludwig Feuerbach |                                                                                              |
| 1845             | nas Teses sobre Feuerbach Marx escreve que os "Filósofos se limitaram a interpretar o mundo de diversas maneiras; mas o que importa é transformá-lo". |                                                                                              |
| 1848             | Marx e Engels publicam o Manifesto do Partido Comunista, no qual conclamam: "Proletários de todo o mundo, uni-vos". |                                                                                              |
| 1855             | morte de Kierkegaard, primeiro filósofo do existencialismo |                                                                                              |
| 1859             | publicação de On Liberty, do utilitarista John Stuart Mill | teoria da evolução, de Charles Darwin, com A origem das espécies                             |
| 1879             | Gottlob Frege, publica a Begriffsschrift (Conceitografia ou Ideografia), um marco na história da lógica e da tradição posteriormente conhecida como filosofia analítica |                                                                                              |
| 1882             | Nietzsche publica A gaia ciência; "Deus está morto" |                                                                                              |
| 1892             | Gottlob Frege, publica Uber Sinn und Bedeutung (Sobre sentido e referência) |                                                                                              |
| 1898             | G.E. Moore publica The Nature of Judgment, uma das obras que inaugura a tradição da filosofia analítica na Inglaterra |                                                                                              |
| 1900             | morre Friedrich Nietzsche | fim do séc. XIX/início do séc. XX: teoria psicanalítica de Sigmund Freud                     |
| 1903             | Moore publica Principia Ethica |                                                                                              |
| 1903             | Bertrand Russell publica The Principles of Mathematics |                                                                                              |
| 1905             | nasce Ayn Rand, fundadora da filosofia do objetivismo | teoria da relatividade de Albert Einstein                                                    |
| 1905             | Bertrand Russell publica seu artigo On Denoting, em que expõe pela primeira vez sua teoria das descrições definidas | teoria da relatividade de Albert Einstein                                                    |
| 1907             | Pragmatismo de William James |                                                                                              |
| 1910             | Bertrand Russell e A.N. Whitehead publicam o primeiro volume de Principia mathematica | 1914: início da I Guerra Mundial; 1917: Revolução Russa                                      |
| 1921             | Wittgenstein publica o Tractatus logico-philosophicus, advogando a "solução final" para os problemas da filosofia |                                                                                              |
| década de 1920   | o Círculo de Viena (capitaneado por Rudolf Carnap e Moritz Schlick, entre outros) apresenta o positivismo lógico |                                                                                              |
| década de 1920   | fundação do Instituto para Pesquisa Social, mas tarde Escola de Frankfurt |                                                                                              |
| 1927             | Heidegger publica Ser e tempo, anunciando a ruptura entre a filosofia analítica e a continental |                                                                                              |
| 1928             | Rudolf Carnap publica Der logische Aufbau der Welt |                                                                                              |
| 1930             | Kurt Gödel publica The Completeness of the Axioms of the Functional Calculus of Logic |                                                                                              |
| 1931             | Gödel publica On Formally Undecidable Propositions of Principia Mathematica and Related Systems |                                                                                              |
| 1934             | Simone de Beauvoir escreve o primeiro romance em que explorou os dilemas existencialistas da liberdade, da ação e da responsabilidade individual, temas que abordou igualmente em romances posteriores                                                                                                 |                                                                                              |
| 1937             | Carnap publica The Logical Syntax of Language |                                                                                              |
| 1938             | morte de Edmund Husserl, fundador da fenomenologia | 1939: início da II Guerra Mundial                                                            |
| 1941             | morte de Henri Bergson |                                                                                              |
| 1942             | Albert Camus publica O mito de Sísifo onde ele começa a desenvolver filosoficamente o conceito do absurdo, retomando criticamente o pensamento dos filósofos anteriores a ele que também questionaram sobre o absurdo da existência                                                                    |                                                                                              |
| 1943             | Jean-Paul Sartre publica O ser e o nada, avançando no pensamento de Heidegger e instigando o surgimento do existencialismo |                                                                                              |
| 1950             | Carnap publica Empiricism, Semantic and Ontology |                                                                                              |
| 1950             | W.V.O. Quine publica Two Dogmas of Empiricism, que contém um rejeição da distinção análitico/sintético |                                                                                              |
| 1950             | Peter Strawson publica On Referring, criticando "aquele paradigma da filosofia" (como disse Frank P. Ramsey), a teoria das descrições definidas de Russell |                                                                                              |
| 1951             | Hannah Arendt escreve seu primeiro livro As origens do totalitarismo e consolida seu prestígio como uma das figuras maiores do pensamento político ocidental. Arendt assemelha de forma polémica o nazismo e o comunismo, como ideologias totalitárias                                                 |                                                                                              |
| 1952             | Albert Camus publica O homem revoltado onde analisa historicamente o conceito de revolta e critica ferozmente o marxismo |                                                                                              |
| 1953             | publicação póstuma de Investigações filosóficas, de Wittgenstein |                                                                                              |
| 1954             | é publicado Doença mental e psicologia, de Michel Foucault |                                                                                              |
| 1955             | morre Teilhard de Chardin, após a publicação de sua obra-prima O fenômeno humano |                                                                                              |
| 1959             | Strawson publica Individuals |                                                                                              |
| 1960             | morre Albert Camus em um acidente de carro |                                                                                              |
| 1962             | Thomas Kuhn publica The Structure of Scientific Revolutions |                                                                                              |
| 1965             | Karl Jaspers publica Kleine Schule des Philosophischen Denkens (Introdução ao pensamento filosófico), série de pequenos ensaios feitos para um programa de televisão da Baviera |                                                                                              |
| 1970             | morre Bertrand Russell |                                                                                              |
| 1971             | Saul Kripke publica Identity and Necessity |                                                                                              |
| 1972             | Kripke publica a primeira edição de Naming and Necessity |                                                                                              |
| 1975             | Hilary Putnam publica Mathematics, Matter and Method. Philosophical Papers, vol. 1 |                                                                                              |
| 1977             | David Kaplan profere as conferências publicadas mais tarde (1989) com o título Demonstratives--An Essay on the Semantics, Logic, Metaphysics, and Epistemology of Demonstratives and other Indexicals                                                                                                  |                                                                                              |
| 1979             | Tyler Burge publica Individualism and the Mental |                                                                                              |
| 1980             | Richard Rorty publica Philosophy and the Mirror of Nature |                                                                                              |
| 1980             | Xavier Zubiri publica Inteligencia Sentiente: Inteligencia y Realidad |                                                                                              |
| 1980             | morre Sartre |                                                                                              |
| 1982             | Kripke publica Wittgenstein on Rules and Private Language |                                                                                              |
| 1985             | Bernard Williams publica Ethics and the Limits of Philosophy | 1991: dissolução da União Soviética                                                          |
| 1994             | Robert B. Brandom publica Making It Explicit |                                                                                              |
| 1994             | John McDowell publica Mente e Mundo |                                                                                              |
| 1994             | morre Karl Popper |                                                                                              |
| 2004             | morte de Jacques Derrida, filósofo pós-estruturalista criador do conceito desconstrução |                                                                                              |
| 2005             | publicação de Tratado de Ateologia de Michel Onfray |                                                                                              |